# Franceschetto Cybo
Franceschetto Cybo (vers 1450 – 25 juillet 1519) était un noble italien de la Renaissance, fils illégitime du pape Innocent VIII.

## Biographie
Né à Naples, il avait pour prénom de baptême Francesco, mais fut surnommé Franceschetto en raison de sa petite taille. Il épousa le 20 janvier 1488 Maddalena de Médicis, fille de Laurent de Médicis et fut nommé gouverneur de Rome et gouverneur général des armées de l'Église par son père. Vers 1490, il reçut de ce dernier les fiefs de Cerveteri et Anguillara.
Après la mort d'Innocent VIII en 1492, il s'installa à Florence ou il céda à Virginio Orsini, à l'insu du pape et moyennant 40 000 ducats, les fiefs de Cerveteri et Anguillera. Cette cession fut à l'origine d'une forte tension entre Alexandre VI et  Ferdinand Ier de Naples. En effet, en faisant l'acquisition de ces bourgs fortifiés situés dans le territoire des États pontificaux, Virginio Orsini, l'un des favoris de Ferdinand Ier de Naples, renforçait l'influence du royaume de Naples dans les alentours de Rome. L'affaire s'apaisa en 1493 moyennant le versement au pape d'une somme équivalente à celle de l'achat.
En 1515, le pape Jules II le fit duc de Spolète. Son fils, Innocent Cybo, fut nommé cardinal par Léon X.